# Estado Mayor de la Defensa (Uruguay)
El Estado Mayor de la Defensa es un órgano militar en la órbita del Ministerio de Defensa Nacional dedicado a la coordinación y la doctrina de las Fuerzas Armadas .

## Historia
Fue creado a partir de la Ley 18.650 del 19 de febrero de 2010 en sustitución del desaparecido Estado Mayor Conjunto. Las competencias de dicho organismo se aprobaron en el marco de su ley de aprobación, recogidas en los artículos 16 de la Ley N° 18.650, y 6 de la Ley N° 19.775.

### Competencias
1. Elaboración doctrinaria y planificación del concepto de operación conjunta de las Fuerzas Armadas.
2. Análisis y valoración de escenarios estratégicos.
3. Planificación logística de las Fuerzas Armadas a nivel ministerial, particularmente en lo referido a sistemas de armas, de comunicaciones, de equipamiento y de nuevas tecnologías.
4. Asesorar en materia de planificación del diseño de las Fuerzas.
5. Asesorar, a requerimiento del Ministro de Defensa Nacional, sobre la formación conjunta del personal militar, desde las Escuelas de Formación de Oficiales.
6. Recibir, analizar y elevar los informes de los Agregados de Defensa de la República acreditados ante gobiernos extranjeros.

## Jefatura
La jefatura del Estado Mayor de la Defensa recae en el Jefe del Estado Mayor de la Defensa. El actual titular es, desde el 7 de abril de 2022, el General del Aire Rodolfo Pereyra Martínez.

## Estructura
- Jefe del Estado Mayor de la Defensa
  - Jefe de Inteligencia Estratégica
  - Jefe de Operaciones del Estado Mayor
  - Jefe del Estado Mayor General
  - Comando Conjunto de Ciberdefensa
  - Sistema Nacional de Operaciones de la Paz

## Sede

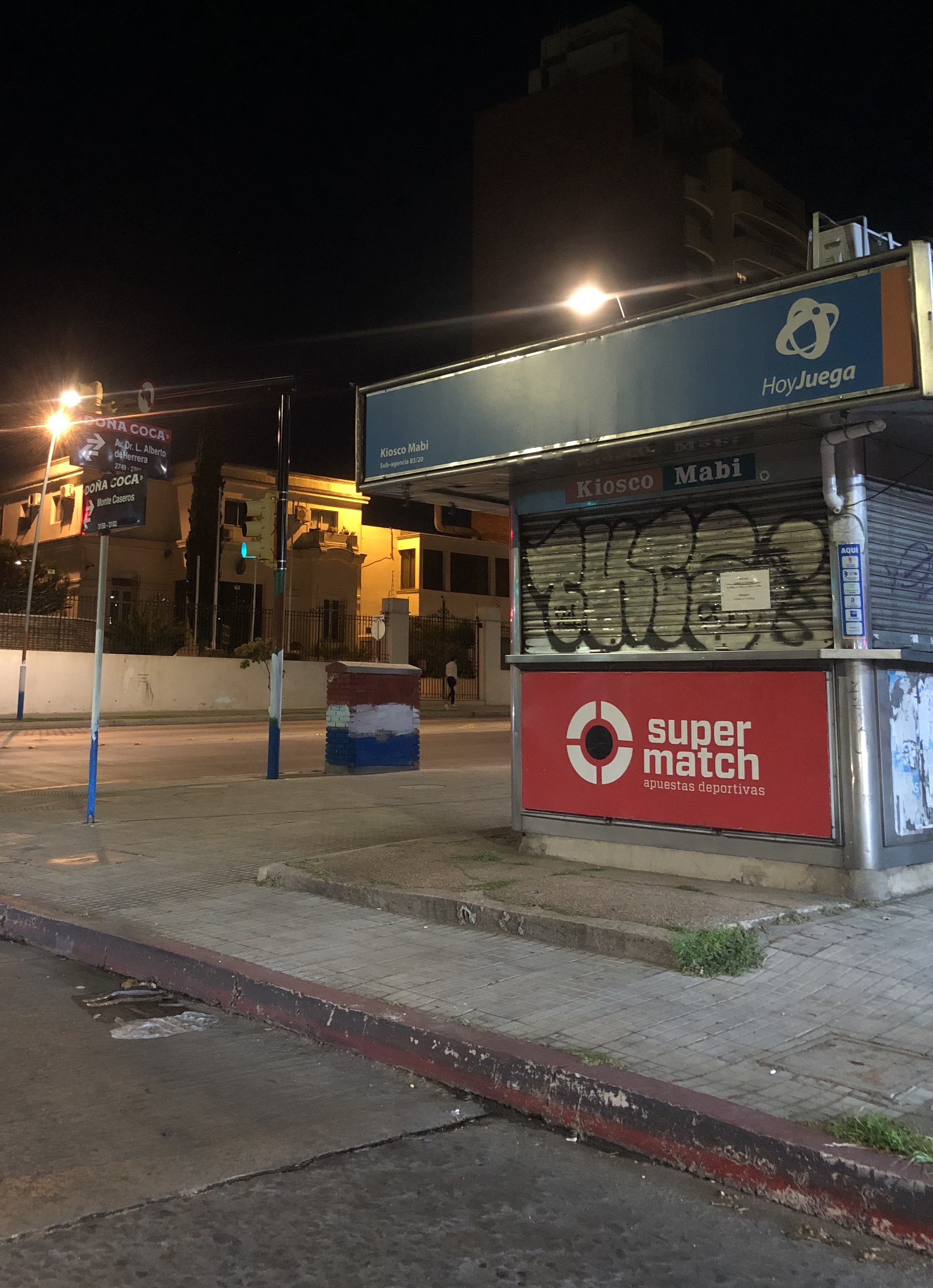
Edificio del Estado Mayor de la Defensa en la noche.

La actual sede del Estado Mayor de la Defensa fue inaugurada en 2011, y se ubica en la Avenida Luis Alberto de Herrera en su intersección con la calle Monte Caseros.